# (200412) 2000 SE118
(200412) 2000 SE118 es un asteroide perteneciente al cinturón de asteroides, región del sistema solar que se encuentra entre las órbitas de Marte y Júpiter, más concretamente a la familia de Massalia, descubierto el 24 de septiembre de 2000 por el equipo del Lincoln Near-Earth Asteroid Research desde el Laboratorio Lincoln, Socorro, Nuevo México, Estados Unidos.

## Designación y nombre
Designado provisionalmente como 2000 SE118. 

## Características orbitales
2000 SE118 está situado a una distancia media del Sol de 2,416 ua, pudiendo alejarse hasta 2,905 ua y acercarse hasta 1,928 ua. Su excentricidad es 0,202 y la inclinación orbital 2,142 grados. Emplea 1372,41 días en completar una órbita alrededor del Sol.

## Características físicas
La magnitud absoluta de 2000 SE118 es 16,6. 